# Горбунов, Дмитрий Максимович
Дмитрий Максимович Горбунов (11 [23] февраля 1894, Романово-Борисоглебский уезд, Ярославская губерния — 19 июля 1970, Ярославль) — русский советский прозаик, поэт, драматург, заслуженный работник культуры РСФСР.

## Биография
Родился 11 (23) февраля 1894 года в семье крестьянина-середняка в деревне Киселюха Алексейцевской волости Романово-Борисоглебского уезда Ярославской губернии.
Одну зиму учился в церковно-приходском училище, после этого в 1904 году, десяти лет от роду, был отправлен родителями в Петербург «на свои харчи». В столице Дмитрий был передан посредником в «мальчики» и работал у разных хозяев подручным продавцом в мясных и молочных лавках, подручным пекаря, газетчиком.
В январе 1915 года призван в армию и направлен учиться на курсы ветеринарных санитаров в 3-й запасной кавалерийский полк, расквартированный в городе Кирсанове Тамбовской губернии. По окончании курсов служил в Елецком военном лазарете, откуда переведён в Ташкент, а затем — в Ашхабад. Ашхабадская дружина, в которую он попал, входила в состав карательного отряда, сформированного для «усмирения» взбунтовавшихся «азиатов». Февральская революция застала Горбунова на границе с Персией. Вскоре карательный отряд был распущен, а Горбунов заболел малярией и вернулся на родину.
Октябрьскую революцию он встретил в родной деревне Киселюхе и стал одним из организаторов Алексейцевского волостного комитета, где был членом правления и заведовал продовольственными делами. Летом 1918 года Горбунов был мобилизован в Красную Армию и направлен в 15-ю Инзенскую дивизию, действовавшую на Южном фронте против Добровольческой армии. В 1919 году из-за обострения болезни он вернулся в Киселюху и после выздоровления оставлен на службе в Ярославском военном госпитале. К этому времени относится начало его литературной деятельности. Для госпитального драматического кружка им были созданы первая пьеса «Максим» («Жизнь Максима») и антирелигиозная двухактная пьеса в стихах «Ад», написанная под литературным псевдонимом Фаддей Никудышкин и получившая премию на губернском конкурсе. Пьеса «Ад» ставилась на сценах красноармейских и рабочих клубов. В том же 1919 году в газете «Ярославский кооператор» было напечатано первое стихотворение Д. М. Горбунова «Косуля», и он был принят в существовавший в Ярославле Союз поэтов.
В 1923 году демобилизован из армии, поступил на работу уборщиком в единственный тогда в Ярославле книжный магазин «Книгоноша». Работая в магазине, написал пьесу «Буря», которая была напечатана в ярославском журнале «На перевале» и получила премию на губернском конкурсе 1923 года. В 1924 году Горбунов в соавторстве с А. Афиногеновым и А. Муратовым написал пьесу «Театральное обозрение», ставившуюся на сцене театра им. Ф. Волкова и клубных сценах. Его стихи, печатавшиеся в ярославских газетах, составили стихотворный сборник «Черемуховый след», вышедший в свет в 1927 году. В 1925 году в Ярославле была создана новая литературная организация — Ассоциация пролетарских писателей, и вскоре Горбунов был принят в её ряды. В 1931 году в театре им. Ф. Волкова ставилась написанная им четырёхактная пьеса «Шестнадцать дней».
Очередным этапом творческого пути Горбунова стала его работа корреспондентом РОСТА (позднее ТАСС) в Ярославле в 1932—1936 годах. С созданием в 1934 году Союза писателей СССР он стал его членом.
В 1936 году в соавторстве с Александром Кузнецовым приступил к написанию по договору книги о красносельских ювелирах, однако эта работа была прервана 21 октября 1936 года арестом. После многомесячного следствия по стандартному обвинению в членстве в контрреволюционной группе он был осуждён. До августа 1954 года отбывал наказание в колымских лагерях и последующую ссылку в Сибири. В 1955 году был реабилитирован.
Ещё до реабилитации приступил к работе над пьесой, посвящённой 40-летию Октябрьской революции. Пьеса, получившая окончательное название «Это было…», ставилась на сцене театра им. Ф. Волкова. Её премьера состоялась после торжественного заседания, посвящённого 41-й годовщине революции. В 1959 году в Ярославле вышел сборник стихов Горбунова «Самое задушевное», а в 1962 году — сборник стихов «С добрым утром!» В начале 1960-х годов приступил к работе над автобиографической повестью «Егорка Богатырёв». Эта повесть была выпущена в свет Верхне-Волжским издательством в 1965 и 1967 годах. Очередной стихотворный сборник «Солнце на поводьях» вышел в издательстве «Советский писатель» в 1965 году.
В апреле 1969 года «за заслуги в области советской культуры» ему было присвоено почётное звание заслуженного работника культуры РСФСР. Стихи, очерки и заметки Д. М. Горбунова появлялись на страницах местной и центральной прессы. Последние годы его жизни были отданы работе над сборником рассказов для детей и юбилейным сборником стихов «По жизни с песней».
Умер 19 июля 1970 года; похоронен на воинском кладбище в Ярославле.

## Произведения
- Горбунов Д. Егорка Богатырев: Повесть. — Ярославль: Верхне-Волжское изд-во, 1974. — 256 с.
- «Ворона Ивановна» (сборник рассказов для детей)

## Комментарии
1. ↑  Деревня Киселюха (Киселиха) не сохранилась; ныне — урочище на территории Чебаковского сельского поселения в Тутаевском районе Ярославской области[2].